# Meix-devant-Virton
Meix-devant-Virton es un municipio francófona de Bélgica ubicada en el sur de la Provincia de Luxemburgo en la Región Valona.
El 1 de enero de 2019, la población total de esta comuna era de 2.809 habitantes. La superficie total es de 54,2 km², lo que resulta en una densidad de población de 52 habitantes por km².

## Geografía
Se encuentra ubicada al sureste del país, en la región natural Lorena belga, y cerca de la frontera francesa.

### Secciones del municipio
El municipio comprende los antiguos municipios, que se fusionaron en 1977:
| - Meix-devant-Virton - Gérouville - Robelmont - Sommethonne - Villers-la-Loue |

### Pueblos y aldeas del municipio
El municipio comprende los pueblos y aldeas de: Belle-Vue, Berchiwé, Houdrigny, Limes, 

## Demografía

### Evolución
Todos los datos históricos relativos al actual municipio, el siguiente gráfico refleja su evolución demográfica, incluyendo municipios después de efectuada la fusión el 1 de enero de 1977.
| Gráfica de evolución demográfica de Meix-devant-Virton entre 1846 y 2020 |
|                                                                          |